# Будінас Євген Домінікович
Євген Домінікович Будінас (18 лютого 1944, Москва — †4 жовтня 2007, Мінськ) — білоруський письменник і журналіст.

## Біографія
Народився в сім'ї службовців, у 1946 сім'я переїхала до Вільнюса. Навчався в школі робітничої молоді, з 9-го класу одночасно з навчанням працював лаборантом Вільнюського радіотехнічного училища (1960–1961). Навчався заочно в радіотехнічному інституті (спочатку в Рязанському, після в Мінському, який закінчив в 1972). Працював слюсарем в Рязані (1961–1962), монтером Мінського міського автотресту (1963–1965), теслею, комісаром комсомольсько-молодіжного загону в Тюменській обл. Потім вчителем математики, російської мови та літератури вечірньої школи в с. Світлий Тюменської обл. (1967–1968). З 1968 на журналістській роботі у Мінську — літературний співробітник, завідувач відділу в газеті «Прапор юності» (1968–1972), власний кореспондентом АПН (нині РІА «Новини») в УРСР (1972–1975), кореспондент журналу «Робоча зміна» (1975–1976), спеціальний кореспондент журналу «Дружба народів» в УРСР і Прибалтиці (з 1982). Член СП СРСР (з 1986). Голова правління видавництва «Поліфакт. Ltd»(1991–1997). Член редради журналу «Дружба народів».

## Родина
Жив у Мінську. Мав двох дочок і сина. Помер 4.10.2007 близько 9:30 в лікарні, де перебував останній тиждень свого життя. Похований в Дудутках.

## Доробок
Дебютував нарисом в 1966 (журнал «Неман»). Писав російською мовою. Автор книг нарисів і публіцистики «Один практичний крок» (Москва, 1983), «Дім в Сільській місцевості» (Москва, 1985), «Дійові особи» (1986), «Передчасний конфлікт» (Москва, 1988), роману-дослідження «Проміжний людина» (1990), автобіографічних романів «Дурні» (Москва, 2001), «Давайте, дівчатка» (Москва, 2007). Як публіцист друкувався в журналах «Прапор» (1985, № 8), «Дружба народів».
Видавець серії «Підсумки століття».
У 1994 створив музей «Дудуткі».
Лауреат премії Спілки журналістів СРСР (1985).